# Dipartimento di Capital (Catamarca)
Capital è un dipartimento argentino, situato nella parte centrale della provincia di Catamarca, con capoluogo San Fernando del Valle de Catamarca, che è anche la capitale della provincia.

## Geografia fisica
Esso confina con i dipartimenti di Ambato, Fray Mamerto Esquiú, Valle Viejo e Capayán.

## Società

### Evoluzione demografica
Secondo il censimento del 2001, su un territorio di 684 km², la popolazione ammontava a 141.260 abitanti, con un aumento demografico del 28,20% rispetto al censimento del 1991.

## Amministrazione
Nel 2001 il dipartimento è composto dal solo comune di San Fernando del Valle de Catamarca.